# Let 2213 LATAM Peru
LATAM Perú Let 2213 (LP2213/LPE2213) je bil redni notranji potniški let v Peruju iz Lime v Juliaco. 18. novembra 2022 je Airbus A320NEO družbe LATAM Chile med vzletom z mednarodnega letališča Jorge Chávez, trčil v gasilsko vozilo, ki je prečkalo vzletno-pristajalno stezo, pri čemer sta umrla dva gasilca, tretji pa je bil poškodovan. S krova se je rešilo vseh 102 potnikov in šest članov posadke, 24 jih je bilo ranjenih.
V nesreči je bilo letalo nepopravljivo poškodovano in odpisano, zaradi česar je to prva izguba družine Airbus A320NEO.

## Trk
Let 2213 LATAM Perú bi moral z mednarodnega letališča Jorge Chávez v Limi odleteti ob 14:55 PET (19:55 UTC) in na mednarodno letališče Inca Manco Cápac v Juliaci prispeti ob 16:30 PET (21:30 UTC). METAR na letališču Jorge Chávez je takrat poročal o južnem vetru s hitrostjo 10 kn (19 km/h; 12 mph), vidljivost najmanj 10 km (6,2 mi) in raztrgano oblačnostjo na višini 640 m (2.100 ft).
Letalo je z vzletom začelo na stezi 16 ob 15:11. Med vzletom je več letaliških gasilskih vozil na načrtovani vaji v sili prečkalo vzletno-pristajalno stezo. Pilota sta vzlet preklicala, da bi se izognila enemu od tovornjakov, eden od tovornjakov pa je zavil desno ter pri tem trčil v letalo. Videoposnetek, objavljen na družbenih omrežjih, je prikazal trenutek, ko je letalo trčilo v enega od tovornjakov, s pilona se  je snel desni motor, zrušilo pa se je desno podvozje. Drug videoposnetek prikazuje letalo, ko se je v plamenih prevrnilo na desni bok med premikanjem po vzletni stezi, ob zaustavitvi pa se je iz njega močno kadilo. Letalo se je ustavilo po 2.500 m (8.200 ft). Več fotografij posledic je pokazalo uničeno gasilsko vozilo in letalo, ki leži na desnem krilu, zadnji del trupa pa je bil poškodovan zaradi požara.

## Letalo
V nesreči je bil udeležen pet let star airbus A320NEO s serijsko številko 7864, registrirano kot CC-BHB. V LATAM Chile je bil dostavljen novembra 2017. Letalo sta poganjala dva motorja Pratt & Whitney PW1127G. Letalo je bilo nepopravljivo poškodovano in nato odpisano.

## Posledice
Zaradi nesreče so bili najmanj štirje leti preusmerjeni na bližnja letališča. Lima Airport Partners je izjavil, da je bila vzletno-pristajalna steza zaprta, zato so do 20. novembra prekinili vse operacije na letališču.
Zaradi prekinitve obratovanja letališča se guverner Fukuoke Seitaro Hattori, ki se je takrat udeležil sestanka v Limi, ni mogel vrniti na Japonsko.